# Genesis 2006
Genesis 2006 è stata la seconda edizione dell'omonimo evento in pay-per-view prodotto dalla Total Nonstop Action (TNA), svoltasi il 19 novembre 2006 presso l'Impact Zone di Orlando (Florida).
Il main-event della serata ha visto Kurt Angle, al suo secondo match in TNA, sconfiggere Samoa Joe, il quale era imbattuto da un anno e mezzo.

## Risultati
| # | Match | Stipulazioni                                          | Durata |
| - | --- | ----------------------------------------------------- | ------ |
| 1 | B.G. James e Kip James ha sconfitto Johnny Devine, Kazarian e Maverick Matt                                                                           | 3-on-2 Handicap match                                 | 03:39  |
| 2 | The Naturals (Andy Douglas e Chase Stevens) (con Shane Douglas) hanno sconfitto Jay Lethal e Sonjay Dutt (con Jerry Lynn)                             | Tag Team match                                        | 08:30  |
| 3 | Christopher Daniels (c) ha sconfitto Chris Sabin | Single match per il TNA X Division Championship       | 13:29  |
| 4 | Lance Hoyt e Ron Killings hanno sconfitto The Paparazzi (Alex Shelley e Austin Starr)                                                                 | Tag Team match                                        | 11:11  |
| 5 | Christian Cage ha sconfitto AJ Styles | Single match                                          | 15:56  |
| 6 | The Latin American Exchange (Hernandez e Homicide) (c) (con Konnan) hanno sconfitto America's Most Wanted (Chris Harris e James Storm) (con Gail Kim) | Tag Team match per l'NWA World Tag Team Championship  | 09:28  |
| 7 | Abyss (con James Mitchell) ha sconfitto Sting (c) per squalifica                                                                                      | Single match per l'NWA World Heavyweight Championship | 15:30  |
| 8 | Kurt Angle ha sconfitto Samoa Joe per sottomissione                                                                                                   | Single match                                          | 13:42  |